# Yalakalore jezik
Yalakalore jezik (yalakalodu; ISO 639-3: xyl), novopriznati ali izumrli indijanski jezik koji se govorio u zapadnom Brazilu. Pripadao je sjevernonambikvarskoj skupini porodice nambikwara
Premama podacima Mamainde Indijanaca koji su govornike ovog jezika nazivali Yalakalodu, oni su živjeli u kraju sjeverno od skupine Tawende, sjeverno od rijeke Cabixi, blizu plemena Aikana. David Price ih locira istočnije u blizini rijeke Roosevelt u susjedstvu plemena Alapmunte.